# Taliku
Taliku o Talikou (... – 1309) è stato un condottiero mongolo, Khan del Khanato Chagatai dal 1308 al 1309.

## Biografia
Era il fratello di Buqa Temür, che regnò sul Khanato Chagatai trent'anni prima, dal 1272 al 1282. Erano entrambi figli di Qadaqchi.
Alla morte di Kundjuk nel 1308, prese il comando del khanato sino all'anno successivo. Divenuto musulmano nell'ultima parte della sua vita, si impegnò a diffondere l'islam tra i mongoli senza però grande successo. Tale politica portò a una rivolta e Taliku fu assassinato per ordine dei suoi nemici nel 1309. La sua scarsa popolarità all'interno dell'ulus fu dovuta anche al fatto che egli non era discendente di Duwa, khan ampiamente apprezzato dalle alte gerarchie del regno. Taliku fu succeduto dal figlio minore di Duwa, Kebek, che si occupò subito di eliminare l'ultimo rappresentante della stirpe di Ögödei, Djeper.